# Blen Mesfin
Blen Mesfin (Amharic: ብሌን መስፍን) és una alt càrrec del partit opositor d'Etiòpia anomenat Semayawi. El 2016 va ser considerada una de vint dones que són presoneres polítiques a la campanya FreeThe20 de Samantha Power, l'ambaixadora dels EUA a les Nacions Unides.
Mesfin va ser arrestada durant una protesta a Addis Ababa l'abril del 2015. La protesta era per 26 etíops morts per un grup anomenat Estat islàmic de Líbia. Més de 30 membres del partit Semayawi van ser arrestats abans de la carrera electoral del 27 d'abril.
Els altres dos membres del partit Semayawi, Meron Alemayehu (ሜሮን አለማየሁ) i Nigist Wondifraw (ንግስት ወንዲፍራው), també van ser arrestats. Eren el número 5 i 6 de la campanya FreeThe20. Ara són lliures.